# Razak Pimpong
Razak Pimpong, född 30 december 1982 i Accra, Ghana, är en ghanansk före detta fotbollsspelare. Under sin karriär spelade han bland annat i FC Midtjylland, FC Köpenhamn och Viborg.